# Audrey Deroin
Audrey Deroin (* 6. September 1989 in Châtenay-Malabry, Frankreich) ist eine ehemalige französische Handballspielerin.

## Karriere
Deroin begann das Handballspielen in ihrer Heimatstadt bei ASVCM Châtenay-Malabry Handball. Daraufhin spielte die Außenspielerin zwischen 2004 und 2009 bei Issy-les-Moulineaux HB sowie in der Saison 2009/10 bei US Mios Biganos. Ab dem Sommer 2010 stand Deroin bei Toulon Saint-Cyr Var Handball unter Vertrag, mit dem sie 2011 und 2012 den französischen Pokal gewann. Im Sommer 2014 wechselte sie zu Union Mios Biganos-Bègles. Nach dem Rückzug von Union Mios Biganos-Bègles im November 2015 war sie vertragslos. Am 9. Dezember 2015 nahm sie der deutsche Bundesligist Thüringer HC unter Vertrag. Im April 2016 wurde ihr Vertrag in beidseitigem Einvernehmen aufgelöst. Der Thüringer HC gewann in der Saison 2015/16 die deutsche Meisterschaft. Ab dem Juli 2016 stand sie beim französischen Verein Cercle Dijon Bourgogne unter Vertrag. Zwei Jahre später schloss sie sich dem Zweitligisten Mérignac Handball an. Mit Mérignac stieg sie 2021 in die höchste französische Spielklasse auf. Nach der Saison 2022/23 beendete sie ihre Karriere.
Deroin lief anfangs für die französische Jugend- und Juniorinnen-Nationalmannschaft auf. 2005 errang sie bei der Jugend-Europameisterschaft die Bronzemedaille. Am 14. Oktober 2008 gab die Linkshänderin ihr Debüt in der französischen Nationalmannschaft. Bei der WM 2009 sowie WM 2011 gewann sie die Silbermedaille. Weiterhin nahm sie an den Olympischen Spielen in London sowie an der WM 2013 in Serbien teil.